# Хробакоподібний аспід східний
Хробакоподібний аспід східний (Vermicella annulata) — отруйна змія з роду Хробакоподібний аспід родини Аспідові.

## Опис
Загальна довжина досягає 60 см; розмір варіюється залежно від статі. Голова невелика, вузька. Очі маленькі. Тулуб довгий та тонкий з гладенькою лускою. Забарвлення дуже помітне: чорний колір з 30 широкими білими кільцями навколо тулуба, хвоста, перші кільця оперізують голову.
Вид статево диморфічний — самиці більше за самців.

## Спосіб життя
Полюбляє ліси, луки з рідкісними деревами та чагарниками, звичайно з піщаним ґрунтом. Значну частину життя проводить під землею, риючи у ґрунті ходи. На поверхні зустрічається вночі.

## Розмноження
Це яйцекладна змія. Самиця відкладає 2—13 яєць пізнього літа. Розмір кладки зазвичай залежить від розміру самиці.

## Розповсюдження
Мешкає на півночі й сході штату Північна Територія, Квінсленді, Вікторії, Новому Південному Велсі, на сході Південної Австралії.

## Харчування
Харчується зміями, зазвичай сліпунами. За іклами має декілька редукованих зубів, що є адаптацією до поїдання сліпунів.

## Отрута
Отрута аспідових містить нейротоксини, фатальні для людей. Отрута хробакоподібного аспіду східного слабка, з симптомами локалізованими навколо місця укусу. Цей вид вважають нешкідливим через його спокійну поведінку та невеликий розмір рота.